# Callithea eminens
Callithea eminens är en fjärilsart som beskrevs av Johannes Karl Max Röber 1913. Callithea eminens ingår i släktet Callithea och familjen praktfjärilar. Inga underarter finns listade i Catalogue of Life.